# Jakob Pöltl
Jakob Pöltl, né le 15 octobre 1995 à Vienne en Autriche, est un joueur autrichien de basket-ball. Il évolue au poste de pivot et mesure 2,14 m.

## Biographie

### Carrière universitaire
En mars 2016, Pöltl reçoit le trophée de meilleur joueur de la Pacific-12 Conference. À la fin du mois, il est nommé dans le second meilleur cinq majeur de la saison NCAA aux côtés de Kris Dunn, Perry Ellis, Georges Niang et Ben Simmons.
Le 14 avril 2016, il annonce sa candidature à la Draft 2016 de la NBA.

### Carrière professionnelle
Le 23 juin 2016, Pöltl est sélectionné par les Raptors de Toronto à la 9e position de la draft 2016 de la NBA, devenant le premier Autrichien à être drafté. Le 9 juillet 2016, il signe son contrat rookie avec les Raptors. Le 26 octobre 2016, il fait ses débuts avec les Raptors lors du match d'ouverture de la saison, devenant le premier autrichien à jouer en NBA ; il termine ce match avec deux points en 12:47 minutes sur le terrain lors de la victoire 109 à 91 contre les Pistons de Détroit. Le 26 novembre 2016, il est envoyé chez les Raptors 905, l'équipe de D-League affiliée aux Raptors. Il est rappelé à Toronto deux jours plus tard. Le 12 mars 2017, il est de nouveau envoyé chez les Raptors 905 pour y disputer un match et est rappelé le lendemain dans l'effectif des Raptors de Toronto.
Le 18 juillet 2018, il est transféré aux Spurs de San Antonio en compagnie de DeMar DeRozan, contre Kawhi Leonard et Danny Green.
En novembre 2020, il re-signe avec les Spurs de San Antonio pour un contrat de 27 millions de dollars sur trois ans.
En février 2023, Pöltl revient aux Raptors dans un échange contre Khem Birch et plusieurs choix de draft.
Agent libre à l'été 2023, il prolonge à Toronto via un contrat de 80 millions de dollars sur quatre ans.

## Palmarès
- Consensus second-team All-American (2016)
- Pete Newell Big Man Award (2016)
- Kareem Abdul-Jabbar Award (2016)
- Pac-12 Player of the Year (2016)
- First-team All-Pac-12 (2016)

## Statistiques

### Universitaires
Les statistiques en matchs universitaires de Jakob Pöltl sont les suivantes :
| Saison    | Équipe | Matchs | Titul. | Min./m | % Tir | % 3pts | % LF | Rbds/m. | Pass/m. | Int/m. | Ctr/m. | Pts/m. |
| --------- | ------ | ------ | ------ | ------ | ----- | ------ | ---- | ------- | ------- | ------ | ------ | ------ |
| 2014-2015 | Utah   | 34     | 34     | 23,3   | 68,1  | 0,0    | 44,4 | 6,76    | 0,68    | 0,35   | 1,85   | 9,15   |
| 2015-2016 | Utah   | 36     | 36     | 30,4   | 64,6  | 0,0    | 69,2 | 9,08    | 1,94    | 0,58   | 1,56   | 17,22  |
| Total     | Total  | 70     | 70     | 26,9   | 65,8  | 0,0    | 60,7 | 7,96    | 1,33    | 0,47   | 1,70   | 13,30  |

### Professionnelles

#### Saison régulière NBA
| Saison    | Équipe      | Matchs | Titul. | Min./m | % Tir | % 3pts | % LF | Rbds/m. | Pass/m. | Int/m. | Ctr/m. | Pts/m. |
| --------- | ----------- | ------ | ------ | ------ | ----- | ------ | ---- | ------- | ------- | ------ | ------ | ------ |
| 2016-2017 | Toronto     | 54     | 4      | 11,6   | 58,3  | 0,0    | 54,4 | 3,06    | 0,22    | 0,33   | 0,37   | 3,06   |
| 2017-2018 | Toronto     | 82     | 0      | 18,6   | 65,9  | 50,0   | 59,4 | 4,79    | 0,70    | 0,48   | 1,22   | 6,91   |
| 2018-2019 | San Antonio | 77     | 24     | 16,5   | 64,5  | 0,0    | 53,3 | 5,32    | 1,21    | 0,38   | 0,88   | 5,49   |
| 2019-2020 | San Antonio | 66     | 18     | 17,7   | 62,4  | 0,0    | 46,5 | 5,68    | 1,76    | 0,56   | 1,44   | 5,64   |
| 2020-2021 | San Antonio | 69     | 51     | 26,7   | 61,6  | 0,0    | 50,8 | 7,93    | 1,94    | 0,68   | 1,78   | 8,59   |
| 2021-2022 | San Antonio | 68     | 67     | 29,0   | 61,8  | 100,0  | 49,5 | 9,32    | 2,78    | 0,66   | 1,74   | 13,46  |
| 2022-2023 | San Antonio | 46     | 46     | 26,1   | 61,6  | 0,0    | 60,5 | 9,00    | 3,10    | 0,80   | 1,10   | 12,10  |
| 2022-2023 | Toronto     | 26     | 25     | 27,2   | 65,2  | 0,0    | 56,9 | 9,10    | 2,20    | 1,20   | 1,30   | 13,10  |
| 2023-2024 | Toronto     | 50     | 50     | 26,4   | 65,6  | 0,0    | 55,1 | 8,6     | 2,50    | 0,70   | 1,50   | 11,1   |
| Total     | Total       | 538    | 285    | 21,6   | 63,1  | 50,0   | 53,8 | 6,70    | 1,70    | 0,60   | 1,30   | 8,30   |

Dernière mise à jour le 23 août 2024

#### Playoffs NBA
| Saison | Équipe      | Matchs | Titul. | Min./m | % Tir | % 3pts | % LF | Rbds/m. | Pass/m. | Int/m. | Ctr/m. | Pts/m. |
| ------ | ----------- | ------ | ------ | ------ | ----- | ------ | ---- | ------- | ------- | ------ | ------ | ------ |
| 2017   | Toronto     | 6      | 0      | 4,4    | 45,5  | 0,0    | 0,0  | 2,00    | 0,00    | 0,17   | 0,17   | 1,67   |
| 2018   | Toronto     | 9      | 0      | 15,5   | 54,8  | 0,0    | 78,9 | 4,00    | 0,67    | 0,33   | 0,44   | 5,44   |
| 2019   | San Antonio | 7      | 7      | 25,3   | 63,9  | 0,0    | 55,6 | 7,71    | 1,71    | 0,29   | 0,71   | 7,29   |
| Total  | Total       | 22     | 7      | 15,6   | 57,7  | 0,0    | 66,7 | 4,64    | 0,82    | 0,27   | 0,45   | 5,00   |

Dernière mise à jour le 7 juillet 2021

#### Saison régulière D-League
| Saison    | Équipe      | Matchs | Titul. | Min./m | % Tir | % 3pts | % LF | Rbds/m. | Pass/m. | Int/m. | Ctr/m. | Pts/m. |
| --------- | ----------- | ------ | ------ | ------ | ----- | ------ | ---- | ------- | ------- | ------ | ------ | ------ |
| 2016-2017 | Raptors 905 | 2      | 2      | 33,5   | 56,0  | 0,0    | 40,0 | 13,00   | 1,00    | 1,00   | 3,00   | 16,00  |
| Total     | Total       | 2      | 2      | 33,5   | 56,0  | 0,0    | 40,0 | 13,00   | 1,00    | 1,00   | 3,00   | 16,00  |

Dernière mise à jour le 12 avril 2017

## Records sur une rencontre en NBA
Les records personnels de Jakob Pöltl en NBA sont les suivants, :
| Type de statistique        | Saison régulière | Saison régulière            | Saison régulière | Playoffs | Playoffs               | Playoffs      |
| Type de statistique        | Record           | Adversaire                  | Date             | Record   | Adversaire             | Date          |
| -------------------------- | ---------------- | --------------------------- | ---------------- | -------- | ---------------------- | ------------- |
| Points                     | 35               | @ Celtics de Boston         | 16 novembre 2024 | 12       | @ Nuggets de Denver    | 23 avril 2019 |
| Paniers marqués            | 16               | @ Celtics de Boston         | 16 novembre 2024 | 6        | @ Nuggets de Denver    | 23 avril 2019 |
| Paniers tentés             | 19               | @ Celtics de Boston         | 16 novembre 2024 | 7        | @ Nuggets de Denver    | 23 avril 2019 |
| Paniers à 3 points réussis | 1                | 2 fois                      | 2 fois           | -        | -                      | -             |
| Paniers à 3 points tentés  | 1                | 4 fois                      | 4 fois           | 1        | 2 fois                 | 2 fois        |
| Lancers francs réussis     | 13               | Pacers d'Indiana            | 22 octobre 2022  | 4        | Cavaliers de Cleveland | 1er mai 2018  |
| Lancers francs tentés      | 21               | Pacers d'Indiana            | 22 octobre 2022  | 6        | Wizards de Washington  | 25 avril 2018 |
| Rebonds offensifs          | 11               | @ Warriors de Golden State  | 25 octobre 2017  | 5        | 2 fois                 | 2 fois        |
| Rebonds défensifs          | 14               | @ Timberwolves du Minnesota | 7 avril 2022     | 6        | @ Nuggets de Denver    | 27 avril 2019 |
| Rebonds totaux             | 19               | Nuggets de Denver           | 28 octobre 2024  | 9        | 2 fois                 | 2 fois        |
| Passes décisives           | 9                | Nuggets de Denver           | 7 novembre 2022  | 4        | @ Nuggets de Denver    | 23 avril 2019 |
| Interceptions              | 4                | 2 fois                      | 2 fois           | 1        | 6 fois                 | 6 fois        |
| Contres                    | 6                | 3 fois                      | 3 fois           | 2        | 2 fois                 | 2 fois        |
| Balles perdues             | 6                | 2 fois                      | 2 fois           | 3        | Wizards de Washington  | 14 avril 2018 |
| Minutes jouées             | 44               | Hawks d'Atlanta             | 1er avril 2021   | 31       | Nuggets de Denver      | 18 avril 2019 |

- Double-double : 110
- Triple-double : 0

Dernière mise à jour : 4 avril 2025

## Salaires
| Saison      | Équipe      | Salaire      |
| ----------- | ----------- | ------------ |
| 2016-2017   | Toronto     | 2 703 960 $  |
| 2017-2018   | Toronto     | 2 825 640 $  |
| 2018-2019   | San Antonio | 2 947 320 $  |
| 2019-2020   | San Antonio | 3 754 886 $  |
| 2020-2021   | San Antonio | 8 101 152 $  |
| 2021-2022   | San Antonio | 8 750 000 $  |
| Total Gains | Total Gains | 29 083 658 $ |
| 2022-2023   | San Antonio | 9 398 148 $  |